# Chlorissa pallidularia
Chlorissa pallidularia är en fjärilsart som beskrevs av Paul Mabille 1880. Chlorissa pallidularia ingår i släktet Chlorissa och familjen mätare. Inga underarter finns listade i Catalogue of Life.